# Frauenblasorchester Berlin
Das Frauenblasorchester Berlin (FBOB) ist ein sinfonisches Orchester und zugleich das größte Frauenblasorchester der Welt. Es wurde 2003 in Berlin gegründet und wird seit 2004 von dem gemeinnützigen Verein Frauenblasorchester Berlin e.V. getragen.

## Orchester
Unter dem Dach des Vereins spielen zwei, ausschließlich mit Frauen besetzte Orchester, das Frauenblasorchester Berlin und das Frauenensemble holz & blech. Für beide Blasorchester liegt die musikalische Leitung bei Astrid Graf.

### Frauenblasorchester Berlin
Dem Orchester gehören 66 Musikerinnen mit verschiedenen Blasinstrumenten an (Stand: 2022): Quer- und Piccoloflöte, Klarinette und Bassklarinette, Sopran-, Alt-, Tenor- und Baritonsaxophon, Oboe und Fagott, Waldhorn, Bassett- und Tenorhorn, Trompete und Tuba, Posaune und Bassposaune, sowie E-Bass, Schlagzeug, Mallet und Percussion.
Neben wöchentlichen Tuttiproben des Orchesters werden zwei Probenwochenenden außerhalb Berlins absolviert, meist in der Uckermark am See in Groß Väter, in Potsdam und Rheinsberg. Darüber hinaus finden sogenannte Registerproben der verschiedenen Instrumentengruppen und Workshops statt. Außerdem gibt es seit 2004 Orchesterreisen, die, wie vieles Andere, fotografisch dokumentiert werden.
Das Alleinstellungsmerkmal als einziges Frauenblasorchester in Deutschland habe, so der Musikologe Thomas Nussbaumer von der Universität Mozarteum in Salzburg in einem Radio-Beitrag des ORF, damit zu tun, dass Blasorchester historisch aus der Kirchen- und der Militärmusik kämen und in beiden für Frauen im 19. Jahrhundert kein Platz gewesen sei.

### Berliner Frauenensemble holz & blech
2009 wurde – ursprünglich zur Nachwuchssuche – ein zweites Ensemble namens Berliner Frauenensemble holz & blech gegründet. Im Juli 2021 stellte sich das Orchester mit Ausschnitten aus ihrer CD Just a Closer Walk auf YouTube vor.

### Besetzung
Beide Orchester sind ausschließlich mit Frauen besetzt. Fortgeschrittene Musikerinnen werden bei Bedarf gesucht. Anfragen von männlichen Blechbläsern gab es, wurden aber aus grundsätzlichen Erwägungen abschlägig beschieden. Mit einigen von ihnen rief Astrid Graf gesonderte Projekte ins Leben, beispielsweise das Duo Blechkuchen.
Die Musikerinnen sind zwischen 19 und 73 Jahre alt. Sie eint, dass sie aus Freude, aber nicht zum Gelderwerb spielen. Ansonsten sind sie sehr verschieden:

„Fast alle stecken in flachen Schuhen, die Beine überwiegend in Jeans und Chinohosen, nur zwei Frauen sind im Rock erschienen. Bei den Frisuren ist vom Bubikopf über Bob bis hin zur Lockenpracht alles dabei. Bei den Berufen auch: Bibliothekarin, Polizistin, Sozialarbeiterin, Chemikerin, Pfarrerin, Historikerin, Psychotherapeutin, Bäuerin, Bauingenieurin ... Auch die Lebensmodelle variieren stark: Die eine ist verheiratet, die andere Single, manche alleinerziehend, andere in einer Patchwork-Familie, die eine liebt Männer, die andere Frauen, manche beides.“

## Verein
Der Orchestergründung folgte im Januar 2004 die Gründung des Trägervereins Frauenblasorchester Berlin e.V., der im Juli desselben Jahres die Anerkennung der Gemeinnützigkeit erhielt. Als Vereinszweck wird in der Satzung die Pflege verschiedener Stile der Blasmusik genannt, aber auch Nachwuchsförderung und „Förderung und Erhaltung von musikalischen Frauenräumen“, was durch orchestrales Zusammenspiel von „Laienmusikerinnen unterschiedlichen Levels“ ermöglicht werde. Überdies solle „die Präsenz von Frauen in der Musik“ gefördert werden. Die Förderungsbedürftigkeit der Präsenz von Frauen in der Musik ist hinreichend belegt.
Von den Musikerinnen wird in Abhängigkeit von der Einkommenssituation ein Mitgliedsbeitrag zwischen 10 und 25 € pro Monat erhoben. Dem vierköpfigen Vorstand gehören als erste Vorsitzende Joana Wiebach an, sie wird vertreten durch Julia Röder, Martina Sander ist Schriftführerin und Claudia Krönke für Finanzen zuständig (Stand 2022).
Durch den Verein wird neben dem Frauenblasorchester Berlin auch das im September 2009 gegründete Berliner Frauenensemble holz & blech vertreten. Die Mitglieder beider Orchester decken ein breites Alters- und Berufsspektrum ab.

## Musikalische Leitung
Astrid Graf ist Mitbegründerin des Frauenblasorchesters. Im Jahr 1965 geboren, studierte sie zwischen 1986 und 1993 im Fach Klarinette an der Musikakademie Kassel und der Hochschule für Musik in Köln. Ihr Examen in Instrumentalpädagogik legte sie 1991 in Köln ab und schloss das Fach „Künstlerische Reife“ für Klarinette 1993 mit Diplom ab. Bis 1998 war sie Mitglied in verschiedenen Orchestern in Köln und Bergheim. Im Jahr 2000 zog Graf nach Berlin und engagierte sich dort auf verschiedenen musikalischen Bühnen mit Soloauftritten und Beiträgen in Rundfunk und Fernsehen, bis sie 2003 das Frauenblasorchester gründete und dessen musikalische Leitung übernahm. Außerdem gründete Graf mehrere, jeweils weiblich besetzte Saxophon- und Klarinettenquartette. Das erste Konzert des Frauenblasorchesters im Kammermusiksaal der Berliner Philharmonie gab sie mit ihren Musikerinnen 2009. Selbst an der Klarinette gründete sie mit Orlando des Boeykens an der Tuba 2016 das Duo Blechkuchen. In unterschiedlicher Besetzung gab es verschiedene Konzertreisen, nach Italien oder beispielsweise 2018 nach Frankreich zum Gedenken an das Ende des Ersten Weltkriegs. Seit 2019 ist sie Mitglied in der Jury beim Berliner Orchestertreff vom Landesmusikrat Berlin.
Graf betreibt eine im Aufbau befindliche persönliche Website und stellt dort Material zur Verfügung, das jenes der beiden Orchesterwebsites ergänzt. Neben ihren Projekten unterrichtet sie als examinierte Instrumentalpädagogin in Berlin-Neukölln klassisches Saxophon und Klarinette.
Dem Magazin KOM, vormals pressesprecher, gab Graf 2013 ein Interview und äußerte sich ausführlich über ihren Führungsstil. Das Orchester fördere „die Präsenz von Frauen in der Musik“, die insbesondere im sogenannten „Blechregister“ noch „stark unterrepräsentiert“ seien. Es gebe kaum Nachwuchs, weil es an Vorbildern mangele. Die Zusammenarbeit im Orchester verlaufe nicht immer konfliktfrei und deshalb gebe es eine Ombudsfrau, die im Konfliktfall vermittle. Überdies finde viermal im Jahr ein sog. „Orchesterforum“ statt, das aus dem Orchester und nicht von seiner Dirigentin moderiert werde. Es gebe eine „demokratische Grundstruktur“, in der Vorschläge eingebracht und ggf. berücksichtigt würden, anders als Graf es selbst in jungen Jahren in männerdominierten Orchestern erfahren habe. Allerdings müssten ihr Vorschläge für das Repertoire „gefallen“, weil sie nicht dirigieren könne, was ihr nicht zusage. Darüber hinaus müsse sie prüfen, was sie sich selbst und dem Orchester zutrauen könne. Weil das Orchester sehr heterogen zusammengesetzt sei – die Altersstruktur reiche von 18 bis 73 Jahren und die Berufe von der Bäuerin bis zur Ärztin – und auch sehr starke „Charaktere“ vertreten seien, bestehe die Herausforderung für Graf darin, immer wieder zu vermitteln und letztlich „Konsens herzustellen“. Es gebe eine Kleiderordnung, die nur besage, dass die Musikerinnen in schwarz-rot auftreten. Ansonsten könne das Outfit frei gewählt werden. Konkurrenzdenken sei im Orchester kein Thema. Musikalisch prägend sei Grafs „Interpretation der Stücke“, wobei sie versuche, ihren „Enthusiasmus auf das Orchester zu übertragen“ und Humor walten zu lassen.

## Repertoire
Das Repertoire umfasst ein breites Spektrum von Genres:
- Klassik – wie Palladio von Karl Jenkins (arrangiert von Astrid Graf) oder Walzer Nr. 2 von Dmitri Shostakovitch
- Filmmusik – wie Mission Impossible von Lalo Schifrin oder Gonna Fly Now von Bill Conti
- Worldmusic – wie Libertango von Astor Piazzolla oder Pata Pata von Miriam Makeba und Jerry Ragovoy
- Musical – wie Ein Amerikaner in Paris von George Gershwin oder Big Spender von Cy Coleman und Dorothy Fields
- Funk und Jazz – wie I Feel Good von James Brown oder Watermelon Man von Herbie Hancock
- Rock und Pop – wie Smoke On The Water von Deep Purple oder Two Tribes  von Frankie Goes to Hollywood
- Latin und 1920er Jahre – wie Spain von Chick Corea oder Ich wollt', ich wär ein Huhn von Peter Kreuder
- Swing, – wie In the Mood von Joe Garland oder Take the “A” Train von  Billy Strayhorn

Darüber hinaus werden Originalkompositionen für Blasorchester gespielt, wie die Passacaglia von Anne McGinty, der Titel Jambo Africa von Mario Bürki oder Stücke anderer Blasmusikkomponisten wie Kurt Gäble und James Barnes oder Arrangements von Thiemo Kraas. Die Komponistin Susanne Stelzenbach komponierte ihr Luftspiel in fünf Teilen für das Frauenblasorchster aus Anlass seines 10-jährigen Bestehens mit einer Partitur aus „28 selbständig geführte[n] Stimmen“. Die Uraufführung war am 9. Mai 2015 im Großen Sendesaal des RBB in Berlin.

## Auftritte
Im Jahr 2006 spielte das Frauenblasorchester beim Hoffest des Regierenden Bürgermeisters von Berlin, zu dem in diesem Jahr Klaus Wowereit einlud. Nach zweijähriger Vorbereitungszeit trat das FBOB 2009 vor ausverkauftem Haus und 2011 unter dem Motto Karawane der Musen durch Raum und Zeit im Kammermusiksaal der Philharmonie auf.

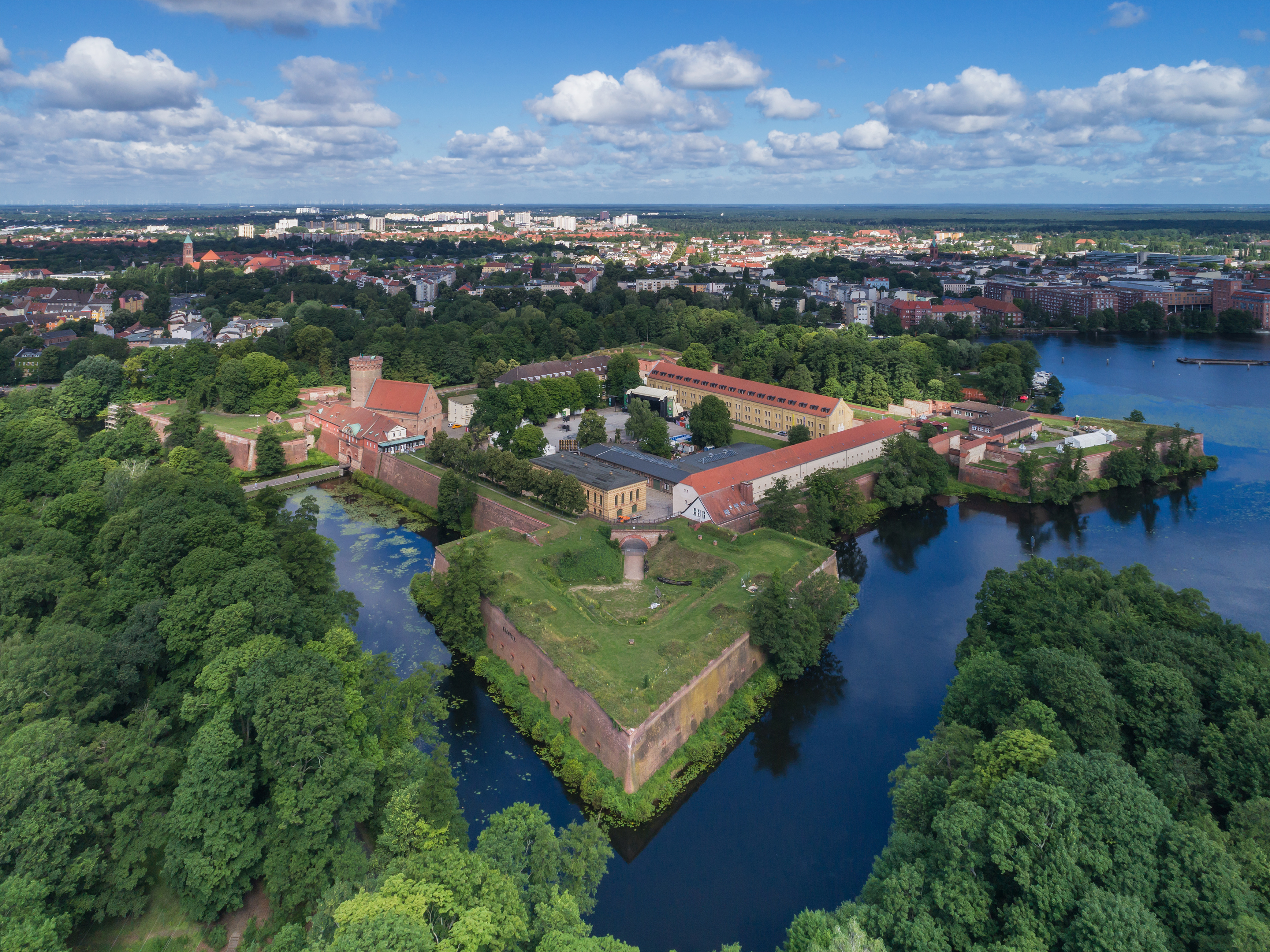
Zitadelle Spandau

Ihre Auftritte sind ein Spiegel der auch sozialkritischen Interessen der Orchesterfrauen. Seit 2009 gibt es Auftritte im Rathaus Zehlendorf anlässlich des Internationalen Frauentages. Neben wiederkehrenden Konzerten in der Freilichtbühne der Zitadelle Spandau und in Berliner Kirchengemeinden gibt es regelmäßig Benefizkonzerte – beispielsweise 2008 für die Berliner Tafel, 2010 für die Obdachlosenzeitung Straßenfeger oder 2011 für Kinder aus Tschernobyl − und Auftritte bei Umsonst-und-draußen-Events. Auch gaben sie im November 2014 zum 10-jährigen Jubiläum der Stiftung von Terre des Femmes ein Konzert als Benefizveranstaltung im Roten Rathaus und spendeten den Erlös der Beratungsstelle der Menschenrechtsorganisation. Sandra Stopper berichtete darüber im von Terre des Femmes herausgegebenen Buchkalender Planerin 2016, der in AVIVA-Berlin, einem Online-Magazin für Frauen, 2015 besprochen wurde.

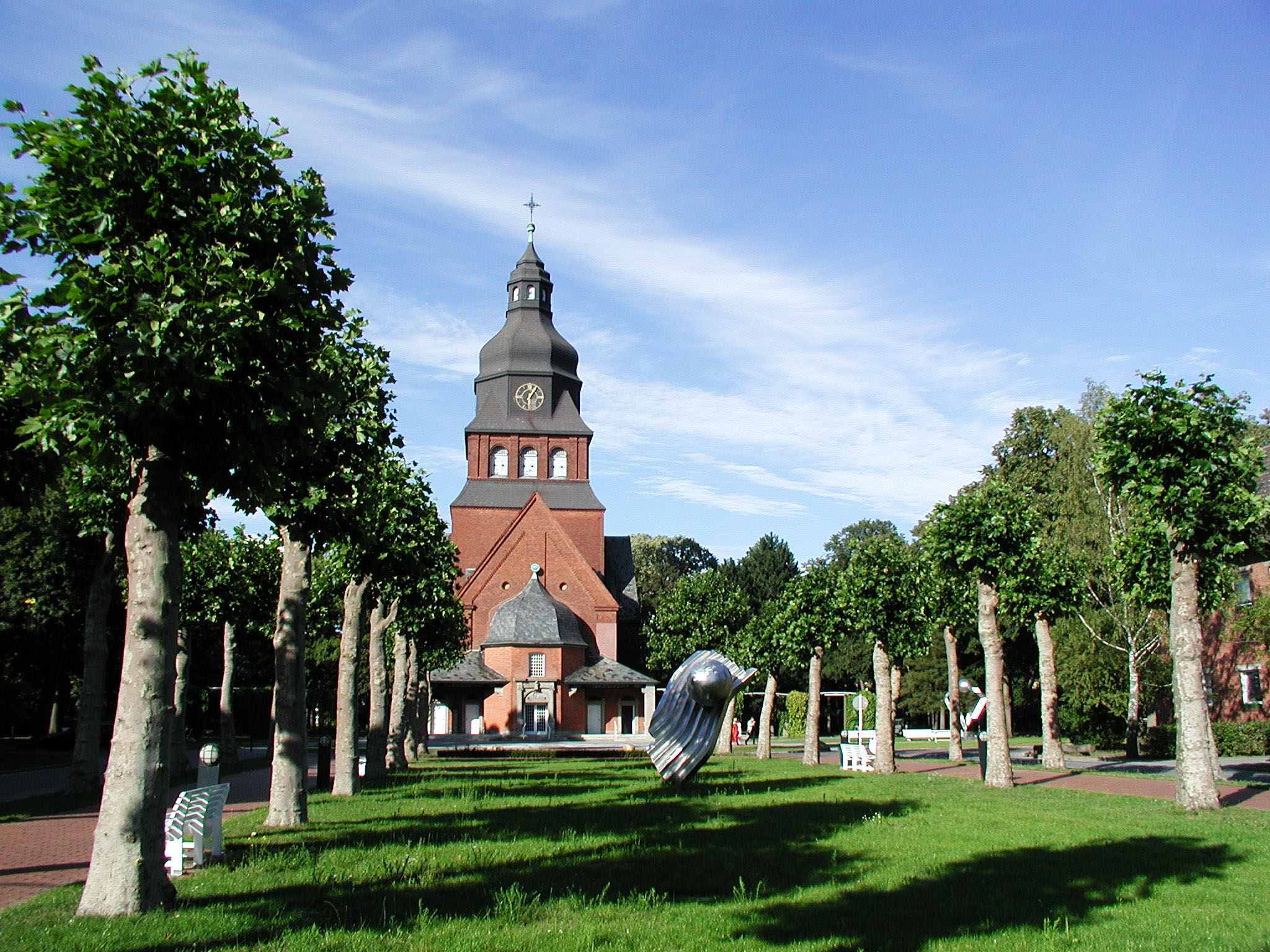
Evangelisches Johannesstift Berlin

Anfang Mai 2015 kam es im Großen Sendesaal des RBB zur Uraufführung der Komposition Luftspiel von Susanne Stelzenbach. Ende des Monats folgten die Orchesterfrauen einer Einladung des Frauenmusikzentrums Ottensen nach Hamburg, um im Musikpavillon in Planten un Blomen zu spielen. Im Juni fuhren sie nach Freiburg, um die dortige Aufführung des Dokumentarfilms Kein Zickenfox musikalisch zu begleiten. Im April 2016 gab es für die Flüchtlingshilfe ein Benefizkonzert – im Evangelischen Johannesstift Berlin. Anlässlich des 90-jährigen Bestehens von GEDOK, dem Bundesverband der Gemeinschaften der Künstlerinnen und Kunstfördernden, gaben die Orchesterfrauen im Oktober 2016 ein Konzert in der Heilig-Kreuz-Kirche in Berlin-Kreuzberg. 2017 traten die Musikerinnen beider Orchester im ZDF-Fernsehgarten auf. Mitschnitte finden sich auf ihrer Website. Ihr 15-jähriges Jubiläum beging das FBOB im September 2018 mit dem Konzert We feel good! im Ernst-Reuter-Saal des Rathauses Berlin-Reinickendorf. In den Jahren 2019 und 2020 gab es u. a. Auftritte beim Fête de la Musique in Potsdam, im Kunstbunker ARTIST HOMES und bei der Matinee der Brandenburgischen Frauenwoche in Potsdam und Rheinsberg.
Im Juni 2022 beteiligte sich das Frauenblasorchester an dem barrierefreien Berlin Brass Festival im Volkspark Friedrichshain und am Fête de la Musique auf dem Berliner Tempelhofer Feld im Rahmen des Queer Brass Festivals, das sich zur Aufgabe machte, Spenden für LGBTQ-Flüchtlinge aus der Ukraine zu sammeln. In einer Vorschau auf der Website des Orchesters wird fortlaufend über zukünftige Auftritte informiert.

## Dokumentationen
Arbeit und Auftritte des Orchesters sind verschiedentlich dokumentiert.

### Flashmobs
Zwei Flashmobs des Frauenblasorchesters sind mit Videos auf YouTube dokumentiert, beide unter der Regie von Kerstin Polte, beide auf deren YouTube-Kanal. Der erste fand anlässlich des 10-jährigen Orchester-Jubiläums während der Crowdfundingphase für den aus diesem Anlass geplanten Dokumentarfilm am 5. Mai 2013 auf dem Berliner Hauptbahnhof statt, der zweite lud im April 2018 zum Mitmachen ein: am 17. Juni auf dem Gendarmenmarkt.

### Dokumentarfilm
Kein Zickenfox ist der Titel eines Dokumentarfilms von Kerstin Polte und Dagmar Jäger, der in den Jahren zwischen 2011 und 2014 entstand. Produzent war Claus Wischmann. Der Film zeigt die Arbeit des Orchesters in verschiedenen Umgebungen und stellt einzelne seiner Musikerinnen vor. Uta Zorn von der Zeitschrift Siegessäule sprach am Tag vor der Premiere im März 2016 auf der Berlinale mit Kamerafrau Dagmar Jäger und Regisseurin Kerstin Polte über die Dreharbeiten und den Kinostart ihres Films, der sich wegen der nötigen „Klärung der Musikrechte“ verzögerte. Jäger sei auf das Frauenblasorchester auf der Fête de la Musique im Berliner Volkspark Humboldthain aufmerksam geworden, Polte lernte die Frauen als Gast auf einer Probe kennen. In drei Jahren kamen 160 Stunden Material zusammen, die auf 70 Minuten gekürzt werden mussten. Für den Dreh gingen die Filmemacherinnen mit auf Tournee. Ein Budget gab es nicht, Kino-Dokumentarfilm sei laut Polte für alle Beteiligten „ein absolutes Verlustgeschäft“. Ohne Crowdfunding wäre der Film nicht möglich gewesen. Die Kampagne zur Geldbeschaffung lief unter dem Titel 66 Frauen, 21 Instrumente, 10 Jahre von April bis Juli 2013. Ein Teaser auf YouTube sollte die Aktion unterstützen. Der Film lief unter anderem in Lissabon, in Prag, in München und auf dem Filmfest FrauenWelten von Terre des Femmes. Zum Frauentag fasste Berlin Producers den Film zusammen und genehmigte einen kurzen Filmausschnitt in kleinem Format für die Website des Orchesters.
Der Filmstart wurde medial begleitet. Beispielsweise berichtete Michael Atzinger auf BR-Klassik über den Film, der „mit unglaublicher Leichtigkeit“ erzähle, wie „ganz unterschiedlichen Menschen“ gemeinsam etwas Besonderes gelinge. Im Deutschlandfunk Kultur informierte Heide Mottl unter dem Titel Laut, bunt, weiblich in der Sendung Tonart über den Film und seine Protagonistinnen. Astrid Graf sei „die einzige Profimusikerin“ in dem ansonsten semi-professionellen Orchester, das „traditionelle Blasorchesterstücke“ wie Märsche oder Polkas „kategorisch“ ablehne. Auf queeren Festivals mit Publikumspreisen bedacht, habe etwas verpasst, wer sich „diesen humorvollen Film entgehen“ lasse.
Kamerafrau Dagmar Jäger ist überzeugt, das Frauenblasorchester Berlin sei „mehr ist als die Summe von 66 ganz normalen Frauen, die gerne gemeinsam Musik machen“.
Das Filmlabel Darling Berlin stellt auf YouTube einen Trailer zur Verfügung.

### Lockdown
Während der als Lockdown bezeichneten Massenquarantäne in den Anfängen der COVID-19-Pandemie waren Orchesterproben nicht möglich. Im Jahr 2020 mussten alle Konzerte abgesagt werden. So wurde ein virtuelles Konzert mit Musikerinnen beider Orchester aus dem sog. Homeoffice in der Art einer Videokonferenz geplant. Ergebnis dessen war ein Video mit dem Titel Hit the Road, Corona! – im Juni 2020 auf YouTube veröffentlicht.

### YouTube
Der Trägerverein beider Blasorchester legte im Juni 2020 einen eigenen YouTube-Kanal an. Darüber hinaus findet sich Material auf dem Kanal von Kerstin Polte, die bereits im Jahr 2009 beigetreten war.